# 장강 삼각주

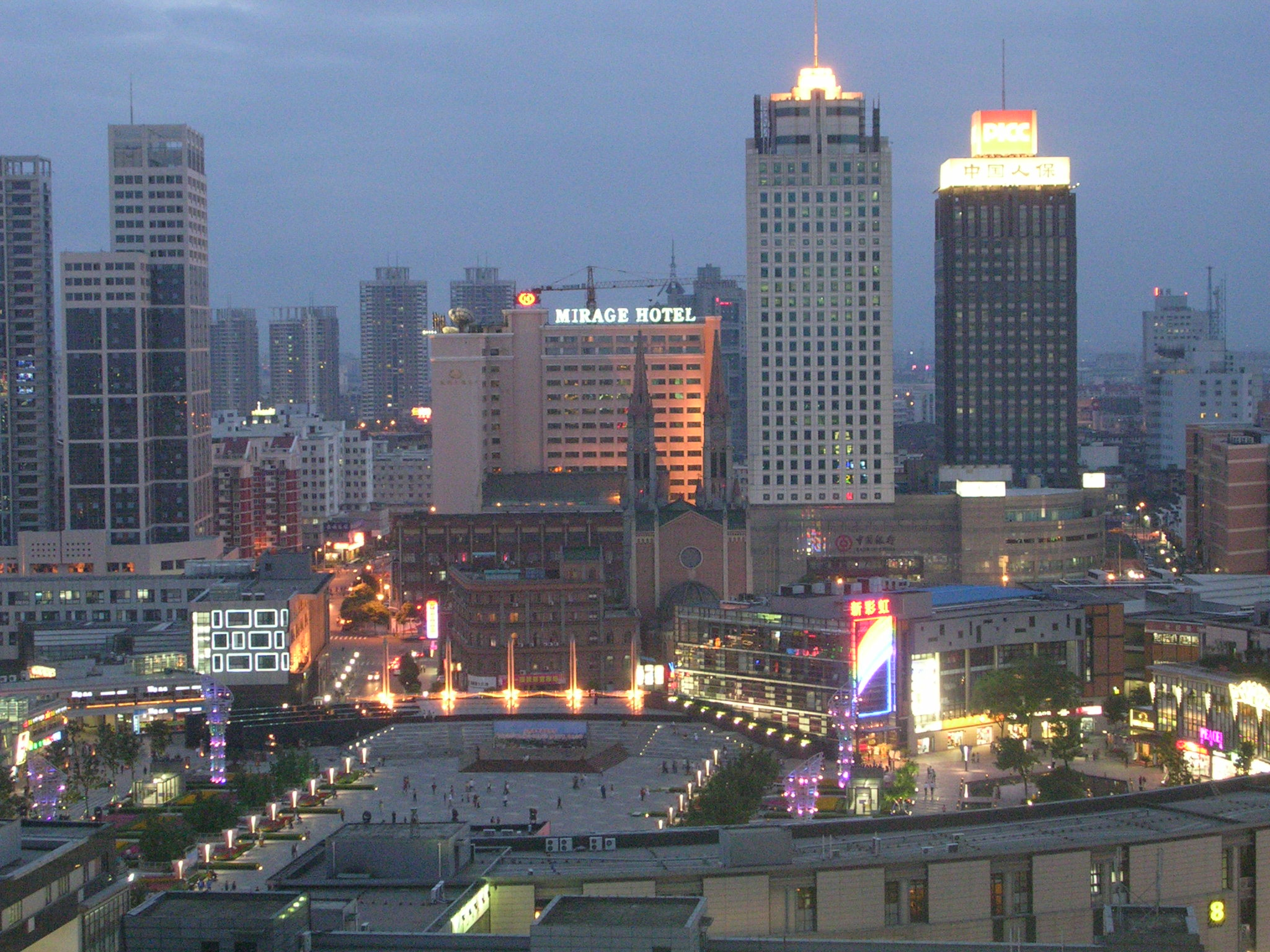
닝보

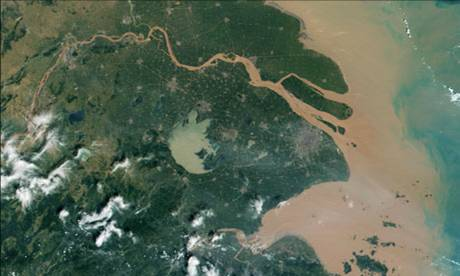

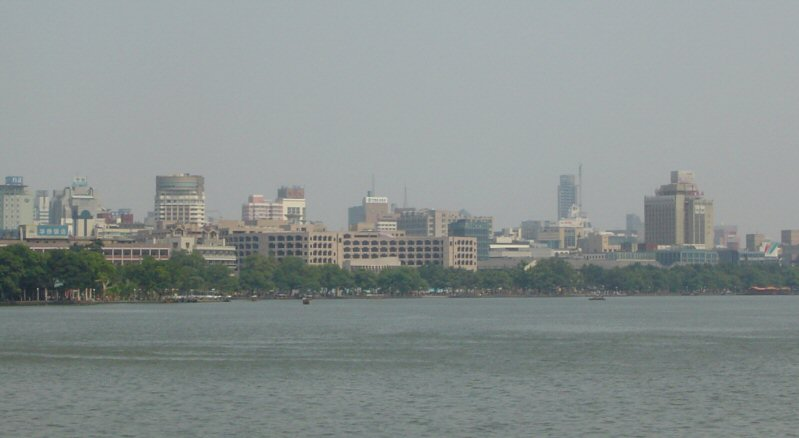
항저우의 시후

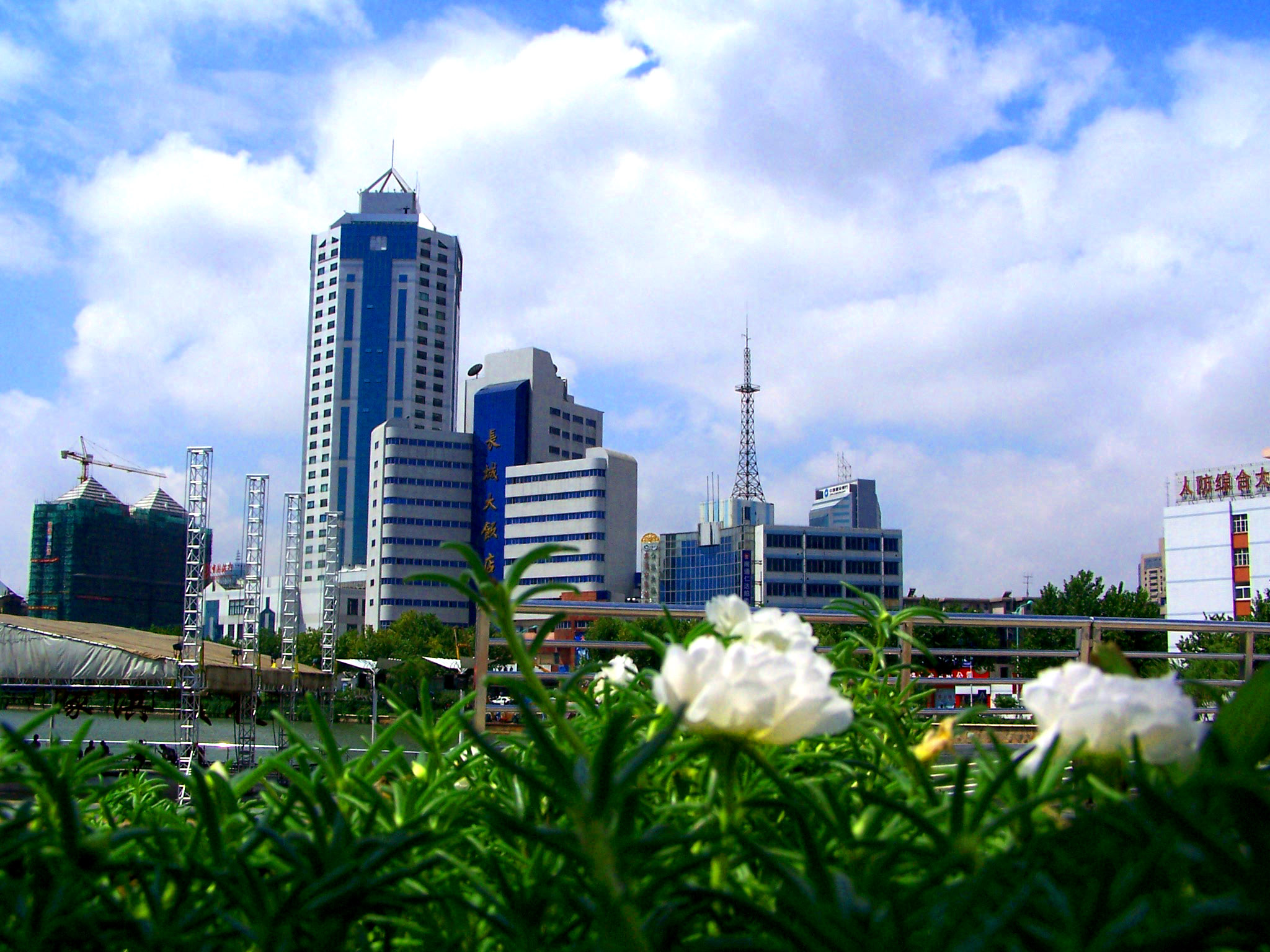
난통

장강 삼각주(중국어 간체자: 长江三角洲, 정체자: 長江三角洲, 병음: Cháng Jiāng Sānjiǎozhōu) 또는 양쯔강 델타(Yangtze River Delta), 장강 델타 등의 다양한 명칭의 조합을 가지고 있다. 중국의 상하이시와 장쑤성 남부, 저장성 북부를 포함한 장강 하구의 삼각주를 중심으로 한 지역이다. 인구 8천만(중국 총인구의6%)으로 중국 GDP의 21%를 차지한다. 근대 이후 해외와의 접촉이 왕성이 되어, 20세기 후반부터 급속히 공업이 발전해 왔다. 21세기 들어서는 서비스업과 IT산업이 발전했다.

## 중심 도시
- 상하이
- 난징시
- 항저우시
- 닝보시
- 쑤저우 시
- 우시 시
- 창저우 시
- 전장 시
- 양저우 시
- 타이저우 시
- 난통 시
- 후저우 시
- 자싱 시
- 사오싱 시
- 저우산 시

## 교통

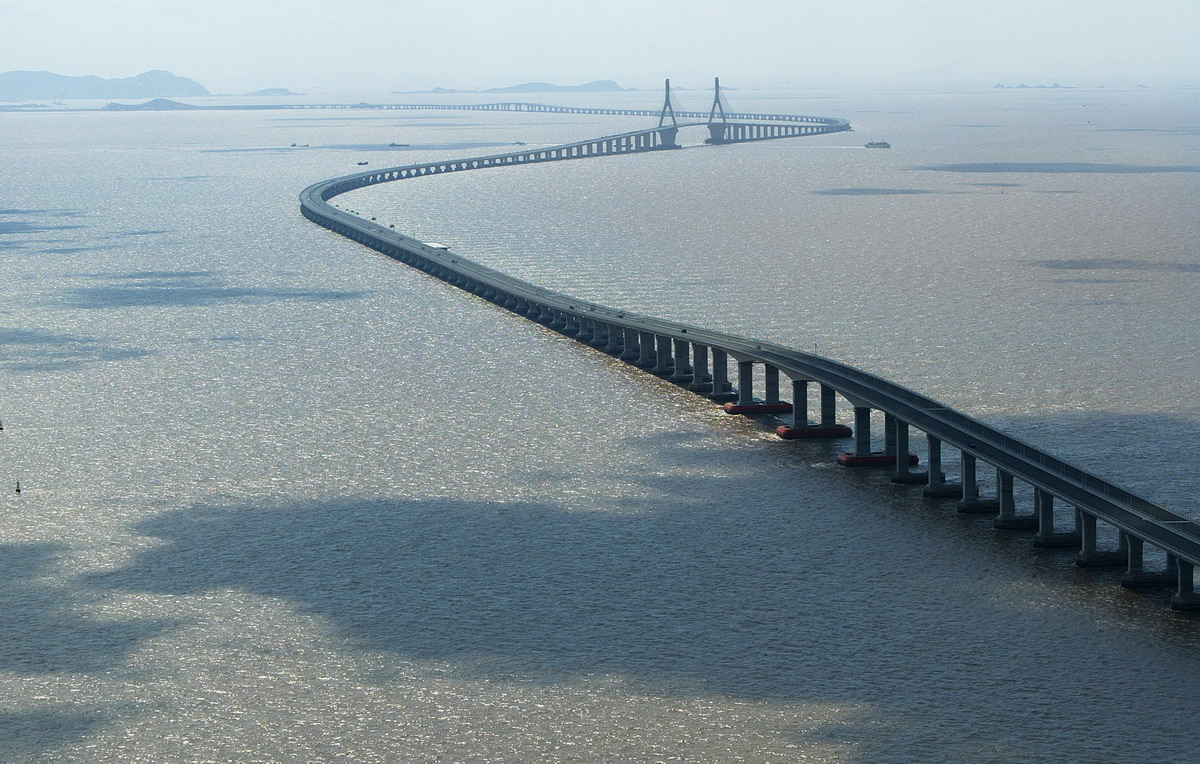
둥하이 대교

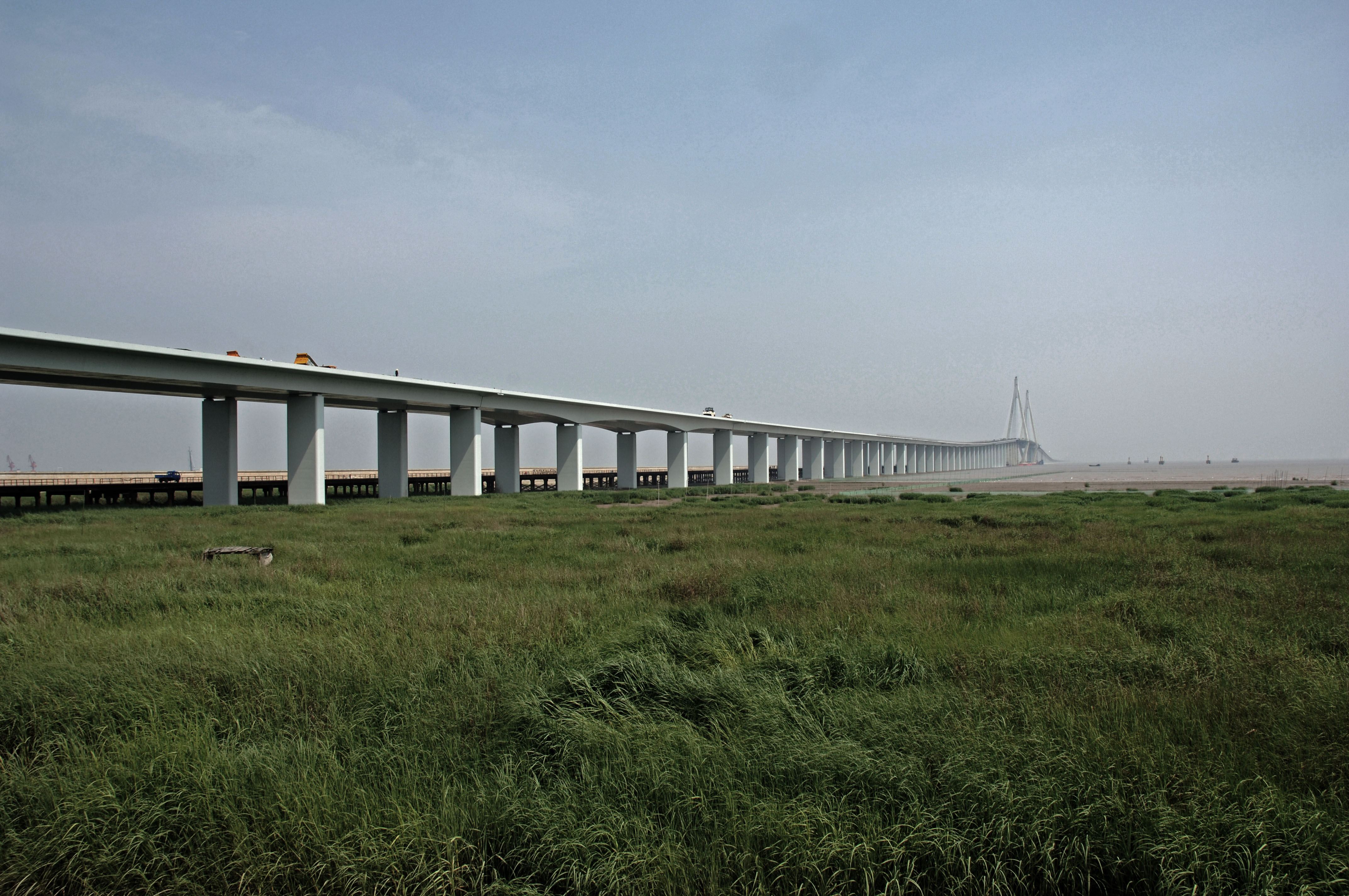
항저우만 대교

### 항구
- 상하이항
- 닝보-저우산항
- 쑤저우항
- 원저우항

### 공항
- 상하이(훙차오, 푸둥)
- 난징 루커우 국제공항
- 항저우 샤오산 국제공항
- 닝보 리서 국제공항

### 다리
- 둥하이 대교
- 항저우만 대교
- 난징 양쯔강 대교
- 루푸 대교

## 같이 보기
- 주강 삼각주
- 개혁개방